# Halichoeres miniatus
Halichoeres miniatus är en fiskart som först beskrevs av Valenciennes, 1839.  Halichoeres miniatus ingår i släktet Halichoeres och familjen läppfiskar. IUCN kategoriserar arten globalt som livskraftig. Inga underarter finns listade i Catalogue of Life.